# Уэстчестер-сквер — Ист-Тремонт-авеню (линия Пелем, Ай-ар-ти)
|   |   |   |   |   |
| · | · | · | · | · |

|   |   |   |   |   |
| · | · | · | · | · |

«Уэстчестер-сквер — Ист-Тремонт-авеню» (англ. Westchester Square–East Tremont Avenue) — станция Нью-Йоркского метрополитена, расположенная на линии Пелем, Ай-ар-ти. Станция находится в Бронксе, в округе Уэстчестер-сквер, на пересечении Уэстчестер и Ист-Тремонт-авеню. На станции останавливаются маршруты 6 (круглосуточно, кроме будней днём в пиковом направлении) и <6> (в будни днём в пиковом направлении).
Станция была открыта 24 октября 1920 года, и представлена двумя боковыми платформами, обслуживающими только локальные пути. Центральный экспресс-путь не оборудован платформой и не используется для маршрутного движения поездов.
К северу от станции имеется ответвление от путей, идущее в депо «Уэстчестер».

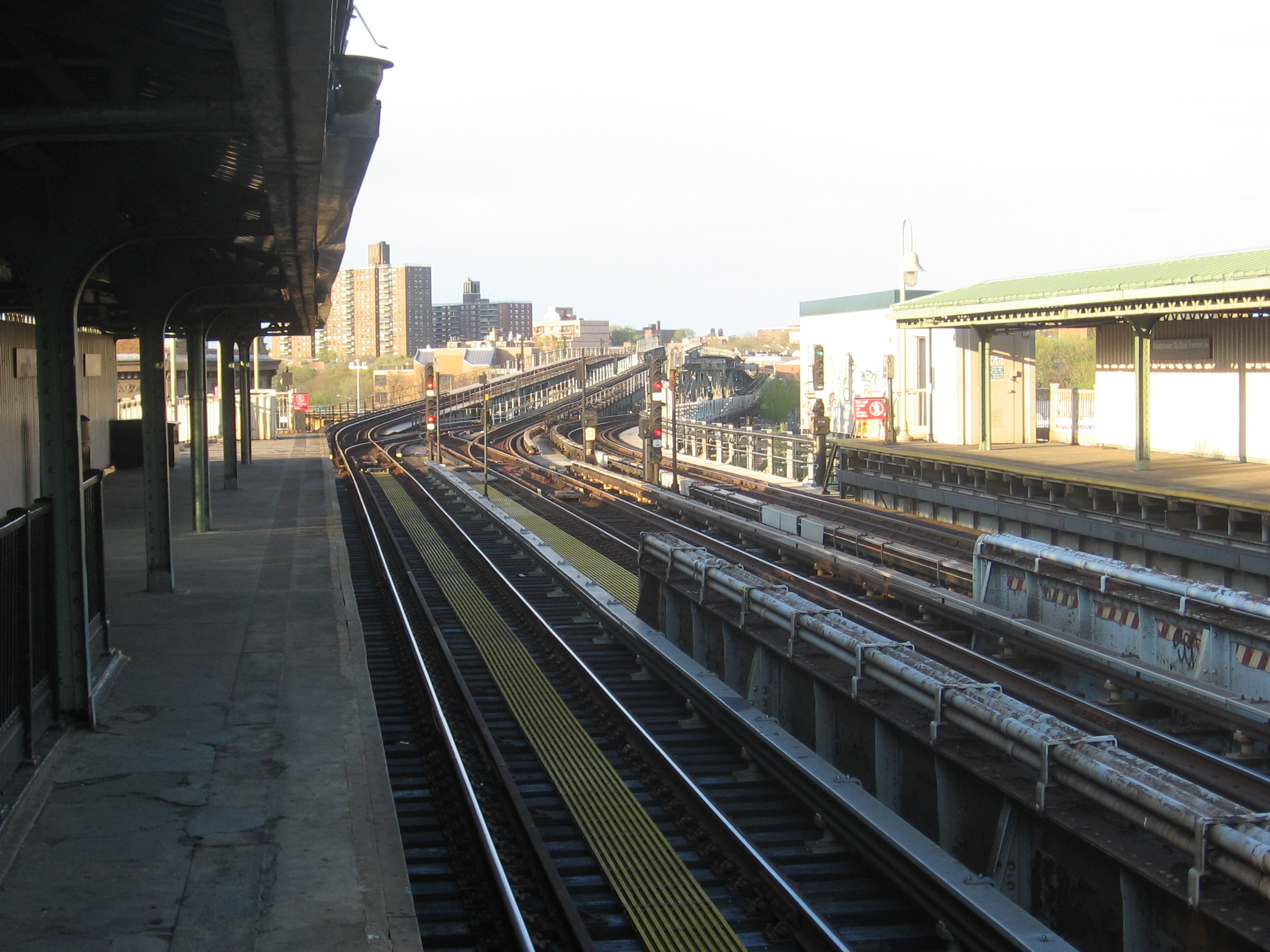
Вид к северу от станции
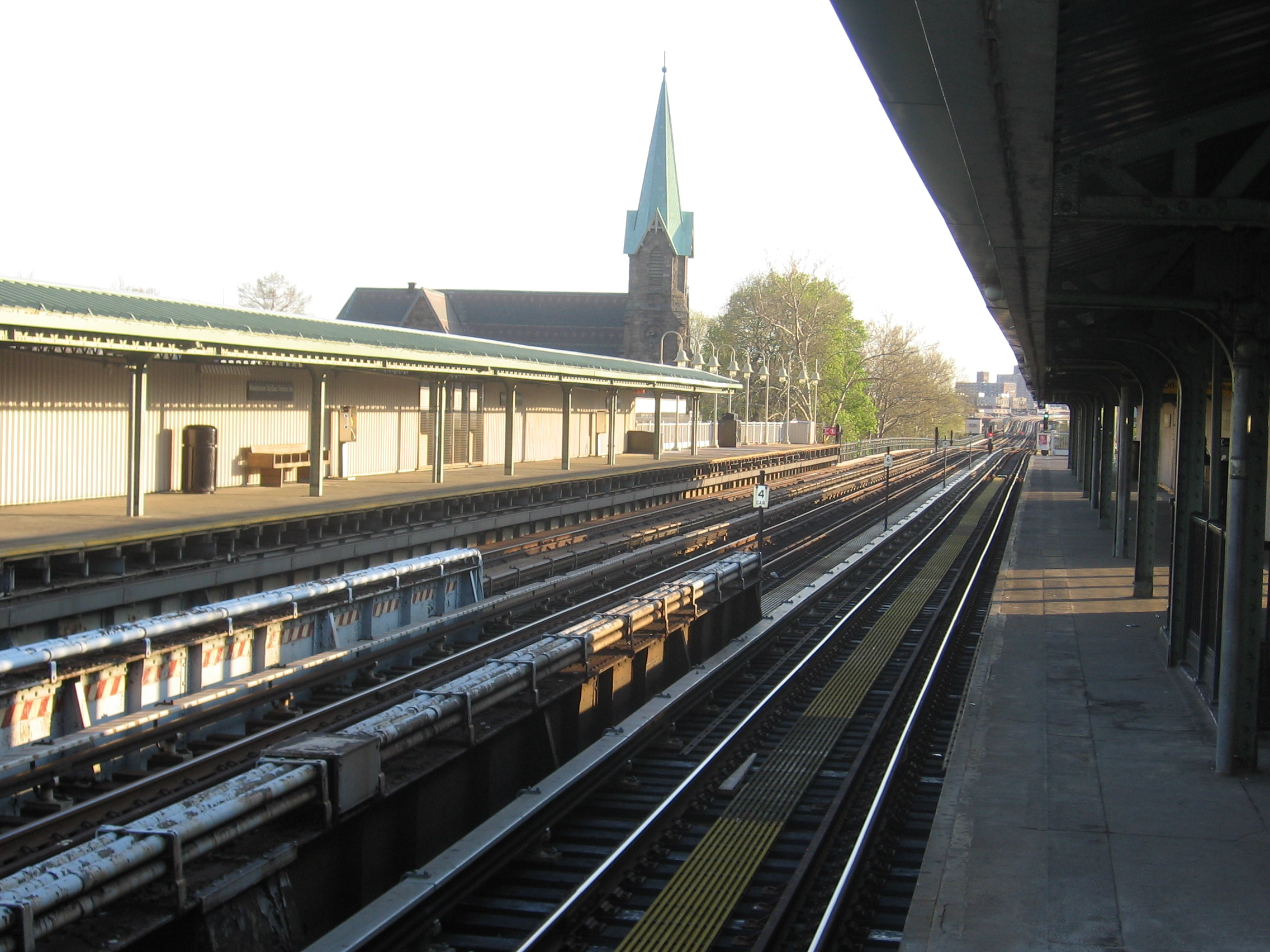
Вид в сторону Манхэттена
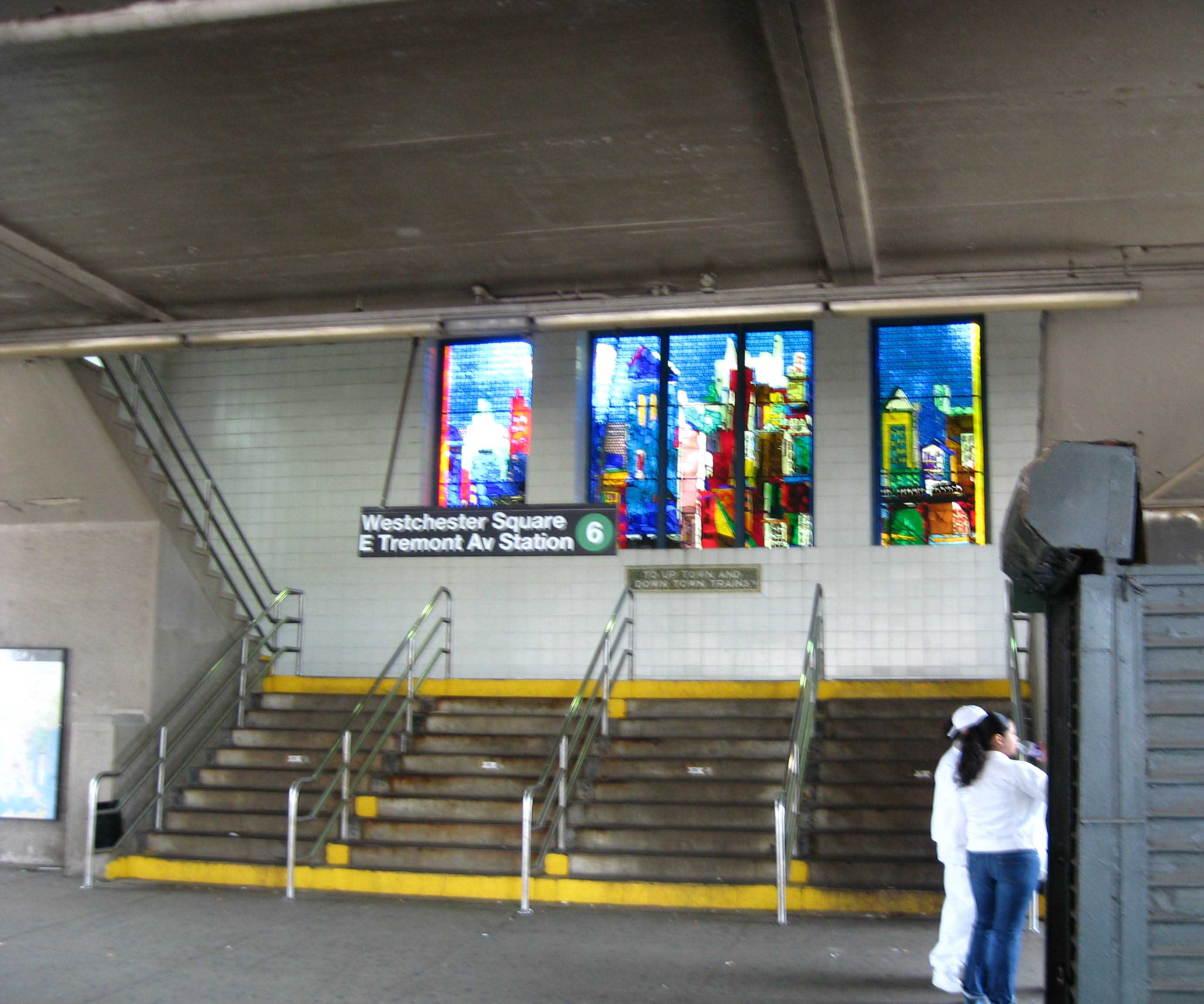
Выход со станции